# Karlbergsgymnasiet
Karlbergsgymnasiet är en gymnasieskola i Åmål i Dalsland och invigdes 1970.
Skolan har över 800 elever.
Skolan har undervisning på naturvetenskapliga programmet, ekonomiprogrammet, samhällsvetenskapliga programmet, estetiska programmet, elprogrammet, industriprogrammet, handelsprogrammet och barn- och fritidsprogrammet.
Skolan har en egen aula att tillgå där det hålls musikevenemang, teater och föreläsningar med olika aktiviteter och temadagar under läsåret. Flera offentliga personer har haft föreläsningar där, bland andra kan Magnus Betner,  Fredrik Lindström och Petter och Margot Wallström nämnas.